# Abbazia di Saint-Génis-des-Fontaines
L'abbazia di Saint-Génis-des-Fontaines è un'abbazia benedettina originaria della fine dell'VIII o degli inizi del IX secolo, intorno alla quale si formò il villaggio di Saint-Génis-des-Fontaines (cantone di Argelès-sur-Mer nel dipartimento dei Pirenei Orientali) in Francia.

## Storia
Il monastero è per la prima volta menzionato nell'anno 819 in un documento che cita il suo fondatore, l'abate Sentimir. Distrutto a causa di un saccheggio, venne ricostruito per volere del re carolingio Lotario nel 981.
Fu in seguito sotto la protezione prima dei conti di Rossiglione e poi dei re d'Aragona. La chiesa venne ingrandita e nuovamente consacrata nel 1153. Nel XIII secolo fu aggiunto alla chiesa abbaziale un chiostro marmoreo sul suo lato nord-orientale. Un capitello reca l'aquila sveva ed i fiordalisi plantageneti.
In seguito entrò in declino e fu riunita con l'abbazia di Montserrat.
In occasione della Rivoluzione francese i monaci furono scacciati e il complesso conventuale venne suddiviso tra diversi proprietari. Solo nel 1846 la chiesa fu riaperta al culto e divenne la chiesa parrocchiale del villaggio. Il chiostro era stato smontato e venduto a pezzi ad un antiquario, ma è stato riacquistato e rimontato al suo posto negli anni 1980.

## Architetture

### Chiesa abbaziale

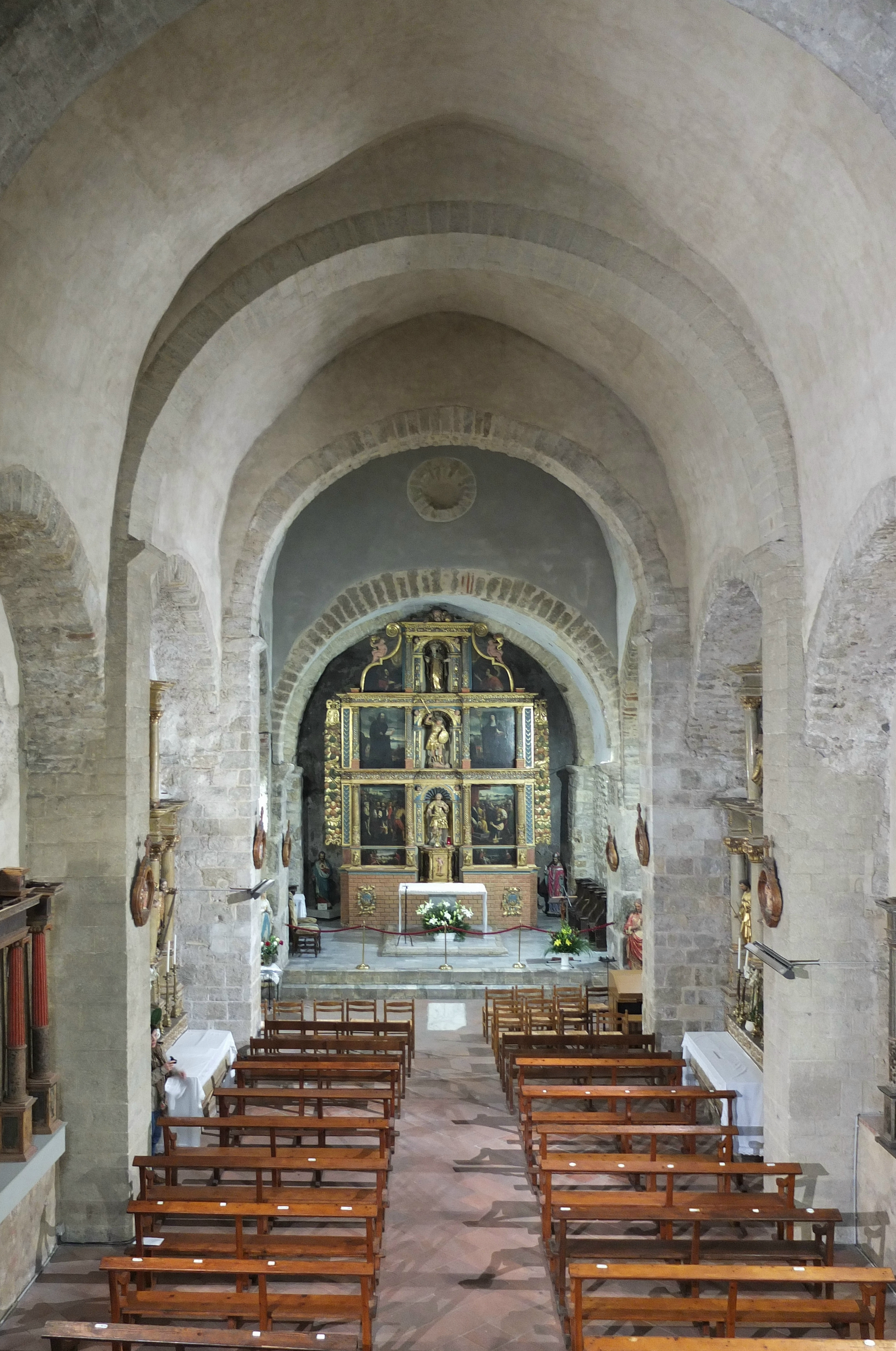
Interno della chiesa abbaziale

La chiesa abbaziale è dedicata a San Michele.
In origine fu probabilmente costruita insieme al primo impianto del monastero, nell'VIII secolo. Di questa chiesa primitiva restano alcune strutture nelle fondazioni della chiesa attuale, che permettono di ricostruirne la pianta, con un'abside maggiore e due laterali piuttosto profonde e con un pronunciato transetto.
L'ingrandimento del 1153, con la copertura a volta del transetto e della navata, comportò il rifacimento delle murature che dovettero essere rese più robuste per sostenere il peso delle volte. Furono rimaneggiate anche le coperture delle absidi, decorate da affreschi di cui restano scarse tracce.
La chiesa conservò una pianta a croce latina, tipica dell'architettura romanica, con navata unica e transetto dotato di tre absidi.
Nel XVII secolo fu arricchita con la costruzione di altari barocchi.
All'esterno sono presenti due campanili, entrambi esito di diverse fasi costruttive. Il maggiore di essi si eleva al di sopra dell'incrocio del transetto con la navata.
Nella facciata sono inserite diverse sculture romaniche e lapidi funerarie dei monaci o di personalità vicine all'abbazia.

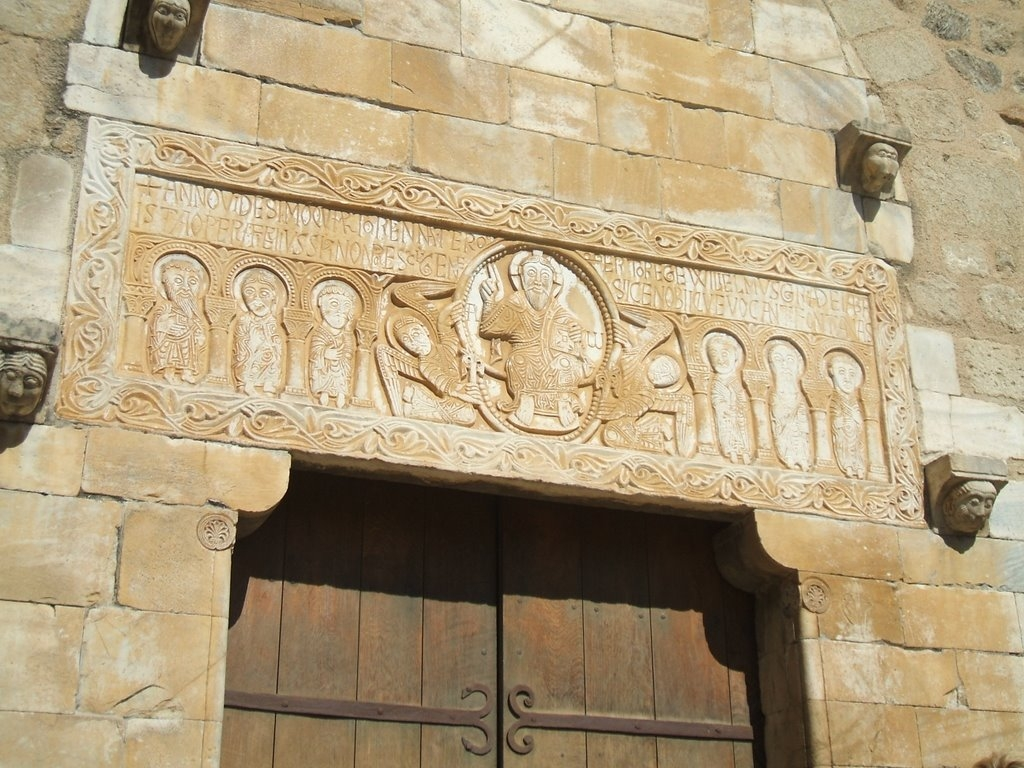
Il portale di accesso alla chiesa abbaziale con l'architrave scolpito

Il portale di accesso reca un architrave scolpito a bassorilievo, che fu commissionato dall'abate Guillaume e realizzato nel 1019-1020 in marmo bianco di Céret. Vi è rappresentato al centro Cristo in maestà, iscritto in una mandorla con orlo perlinato, sostenuta da due arcangeli e inquadrata da due gruppi di tre personaggi iscritti sotto delle arcate.
Al di sopra dei gruppi di personaggi laterali si trova un'iscrizione: ANNO VIDESIMO QUARTO RENNATE ROTBERTO REGE WILIELMUS GRATIA ABA ISTA OPERA FIERI IUSSIT IN ONORE SANCTI GENESII CENOBII QUE VOCANT FONTANES. La datazione è riferita al ventiquattresimo anno di regno del re Roberto II, figlio di Ugo Capeto.
In origine la scultura fu probabilmente utilizzata come supporto dell'altare, ma venne collocata come architrave del portale nel corso dei rifacimenti del XII secolo. Un simile architrave scolpito, forse opera dello stesso scultore, si trova nell'abbazia di Sant'Andrea, a soli 4 km di distanza.

### Chiostro

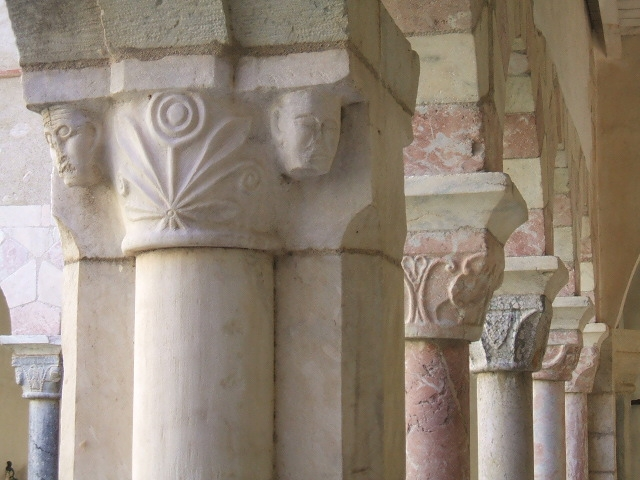
Capitelli scolpiti del chiostro dell'abbazia

Il chiostro venne realizzato nel corso del XIII secolo ed era già completato nel 1271. È stato ipotizzato che vi fosse anche un chiostro precedente, che sarebbe raffigurato nelle arcate in cui sono inseriti i personaggi ai lati del Cristo nel rilievo dell'architrave del portale, ma non se ne è rinvenuta traccia.
I capitelli che sorreggono le arcate del chiostro duecentesco sono in stile tardo-romanico. Sono scolpiti in forme diverse, con rilievo più pronunciato agli angoli e che si appiattisce sulle facce principali. Si è ipotizzato che i rilievi potessero essere in origine dipinti. Giochi di colore sono presenti nelle varietà di marmo utilizzate per i capitelli e i fusti delle colonnine.

#### Smantellamento e restauro del chiostro
Con l'abolizione dell'abbazia il chiostro venne suddiviso tra diversi proprietari privati. Nel 1924 un antiquario parigino ne acquistò i tre quarti e li fece smantellare, sostituendo alle colonnine dei pilastrini in mattoni. Fatte realizzare delle copie, l'antiquario poté vendere due chiostri completi più piccoli: uno fu sistemato in una residenza privata in Francia e l'altro andò al museo archeologico di Philadelphia. La motivazione che i capitelli e i crittogrammi dovessero essere bonificati da un fungo e per questo trasportati in laboratori specializzati degli Usa, era in realtà un espediente per consentire l'esportazione. Due archi con le loro tre colonnine furono donati al Louvre nel 1925, mentre il quarto lato del chiostro, ancora in situ, venne in tale occasione dichiarato monumento nazionale.
Negli anni settanta lo Stato riacquistò gli elementi del chiostro che erano stati sistemati nella residenza privata, comprendenti la maggior parte dei capitelli originali, e il Louvre cedette le arcate in suo possesso, mentre i materiali esportati negli Stati Uniti non poterono essere recuperati. Gli elementi recuperati furono nuovamente sistemati al loro posto tra il 1986 e il 1987, rimpiazzando quelli mancanti con copie moderne scolpite nella stessa pietra. Il restauro è stato completato nel 1994.